# Gosposka ulica, Ljubljana
Gosposka ulica je ena izmed ulic v Ljubljani.

## Zgodovina
Gosposka ulica oz. Herrengasse je dobila ime v sredini 18. stoletja po tam ležečih hišah najpomembnejših ljubljanskih plemičev in Vicedomskem ter Deželnem dvorcu.
Po Vicedomskem dvorcu se je del ulici po ljudsko imenoval Fistanska gassa, po dejstvu, da je bil dvorec poimenovan Fištamija.
Do leta 1515 je bila ulica del ljubljanskega geta.
Leta 1910 je občinski svet preimenoval ulico v Ivan Hribarjeva ulica, a je bil pozneje sklep razveljavljen.

## Urbanizem
Ulica poteka od stika s Kongresnim trgom in Gledališko stolbo do križišča s Križevniško ulico in Križevniško sotesko.
Na ulico se (od severa proti jugu) povezujejo: Kratka steza, Dvorni trg, Peternelova ulica, Židovska steza, Turjaška, Novi trg, Salendrova in Trg francoske revolucije.
Ob cesti se med drugim nahajajo:
- Slovenska filharmonija,
- rektorat Univerze v Ljubljani (Kranjski deželni dvorec),
- Narodna in univerzitetna knjižnica,
- Mestni muzej Ljubljana,
- cerkev Marija pomagaj in Srednja šola za oblikovanje in fotografijo Ljubljana (Križanke),...